# Plumbato
En química, un plumbato es una sal de las que contienen oxoaniones del plomo. Aunque el término plomiza puede hacer referencia al plumbato (II) o plumbato (IV), que tradicionalmente se refiere específicamente a plumbato (IV), mientras que plumbato (II) se refiere como plumbito.
Los plumbatos se forman por la reacción del óxido de plomo (IV), PbO2, con el álcali. Las sales plumbato contienen el anión hidrato plumbato, Pb(OH)2-
6, o los aniones anhidros PbO2-
3 (meta-plumbato) u PbO4-
4 (ortho-plumbato). Por ejemplo, disolviendo PbO2 en un clima caliente, concentrado en solución acuosa de hidróxido de potasio forma la sal de potasio K2Pb(OH)6. Las sales anhídridas pueden ser sintetizadas por calentamiento de óxidos metálicos o hidróxidos con PbO2. Todos las sales plumbato (IV) son agentes oxidantes muy fuertes. Algunas sales plumbato (IV) hidratadas se descomponen en la deshidración. También se descomponen por dióxido de carbono.
El plomo rojo, es un óxido mezclado con la fórmula Pb3O4, se puede considerar como el plomo (II) orto-plumbato(IV): Pb2+
2+PbO4-
4. Esta estructura se demuestra por su reacción con ácido nítrico, que produce el nitrato de plomo (II), Pb(NO3)2, and PbO2. El sesquióxido de plomo, Pb2O3, es también conocido, y también tiene la estructura de plomo (II) y meta-plumbato (IV): Pb2+
+PbO2-
3.